# Монастијер ди Тревизо
Монастијер ди Тревизо (итал. Monastier di Treviso) је насеље у Италији у округу Тревизо, региону Венето.
Према процени из 2011. у насељу је живело 3554 становника. Насеље се налази на надморској висини од 4 м.

## Становништво
Према резултатима пописа становништва 2011. у општини је живело 4.087 становника.
| 1951. | 1961. | 1971. | 1981. | 1991. | 2001. | 2011. |
| ----- | ----- | ----- | ----- | ----- | ----- | ----- |
| 4.133 | 3.291 | 3.015 | 3.123 | 3.424 | 3.554 | 4.087 |